# Clematis seemannii
Clematis seemannii là một loài thực vật có hoa trong họ Mao lương. Loài này được Kuntze mô tả khoa học đầu tiên năm 1885.